# Флуктуон
Флуктуон — квазічастинка, зв'язана з локальною флуктуацією складу в невпорядкованих матеріалах, що спабілізіється завдяки взаємодії з електроном.
Флуктуон є узагальненням поняття полярона, проте, якщо полярон виникає внаслідок автолокалізації електрона в деформованій ідеальній ґратці, то при виникненні флуктуона локально змінюється склад. Окремим випадком флуктуона є фазон — квазічастинка, пов'язана з локальною зміною фази матеріалу.